# Nemoria acutularia
Nemoria acutularia là một loài bướm đêm trong họ Geometridae.